# Thaumastoptera natalensis
Thaumastoptera natalensis är en tvåvingeart som beskrevs av Alexander 1956. Thaumastoptera natalensis ingår i släktet Thaumastoptera och familjen småharkrankar. Inga underarter finns listade i Catalogue of Life.